# Günter Wolf (Gewerkschafter)
Günter Wolf, auch Günther Wolf, (* 23. August 1942 in Jacobsthal) ist ein deutscher Walzwerker und früherer Volkskammerabgeordneter für den Freien Deutschen Gewerkschaftsbund (FDGB).

## Leben
Wolf stammt aus dem Freistaat Sachsen und ist der Sohn einer Arbeiterfamilie. Nach dem Besuch der Grundschule und der Mittelschule studierte er von 1959 bis 1962 am Institut für Lehrerbildung in Radebeul. Im Anschluss nahm er bis 1964 eine Lehre zum Walzwerker auf und wurde Walzwerker im VEB Edelstahlwerk Freital.

## Politik
Wolf trat 1958 der FDJ und 1960 in den FDGB ein. 1962 wurde er Mitglied der SED und als solches Mitglied der APO-Leitung. Außerdem war er Mitglied der Betriebsgewerkschaftsleitung und Vorsitzender des Jugendausschusses des VEB Edelstahlwerk Freital.
In den vier Wahlperioden von 1963 bis 1976 war er Mitglied der FDGB-Fraktion in der Volkskammer der DDR. 